# Кенема (окръг)
Кенема е един от 12-те окръга на Сиера Леоне. Разположен е в източната провинция на страната и граничи с Либерия. Столицата на окръга – град Кенема е столица също и на източната провинция и е третият по големина град в Сиера Леоне. Площта е 8066 км², а населението е 609 891 души (по преброяване от декември 2015 г.).

## Демография
60% от населението на Кенема е от етническата група менде, а 15% са от народа темне. Тези етнически групи заемат най-голяма част от населението на окръга. Ислям и християнство са основните религии. Поради събитията от Либерийската гражданска война през 1999, над 60 000 либерийски бежанци живеят в окръзите Кенема и Бо.

## Икономика
Различни икономически отрасли са развити в Кенема – земеделие, добив на злато и диаманти и др. Най-масово отглежданите култури са какаото, кафето и оризът.